# Eugenio de las Cuevas (pintor)

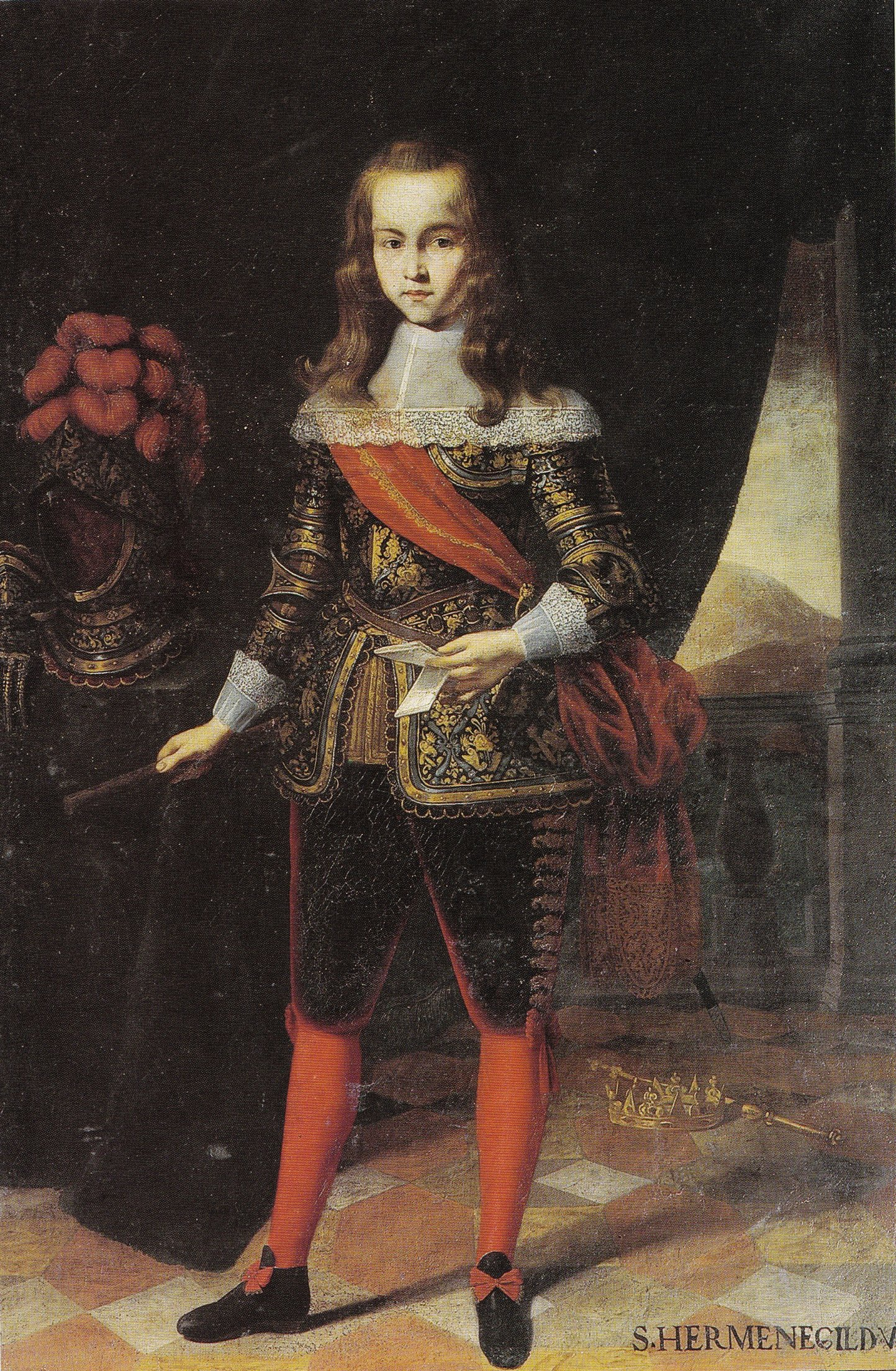
Juan José de Austria como san Hermenegildo (c.1642), Madrid, Monasterio de las Descalzas Reales.

Eugenio de las Cuevas (Madrid, c. 1618-1661) fue un pintor barroco español, hijo y discípulo de Pedro de las Cuevas, el más afamado de los maestros de pintura en el Madrid del siglo XVII.

## Biografía
Medio hermano y condiscípulo de Francisco Camilo. Según Antonio Palomino, que le da tratamiento de don, en su juventud sufrió un percance en la visión debido a su intensa dedicación a la lectura y al dibujo, «con la mucha  codicia, que tenía de saber», lo que le apartó temporalmente de la pintura. Su padre le puso por este motivo profesor de música, llegando a cantar de repente, a la vez que acudía al Estudio de Gramática del Colegio de la Compañía de Jesús donde se dio al estudio de las matemáticas.
Según informa Lázaro Díaz del Valle, que le conoció y trató, fue designado maestro de dibujo de Juan José de Austria, de quien se conserva un retrato infantil atribuido a Eugenio de las Cuevas en el Monasterio de las Descalzas Reales de Madrid, retocado luego como San Hermenegildo. Quizá por esa condición de maestro de dibujo del hijo de Felipe IV firmó en 1645, en la tasación de las pinturas de la condesa de Villahumbrosa, como «pintor de Su Magestad». Como secretario de Rodrigo Pimentel, marqués de Viana, marchó con él a Orán donde aplicó sus conocimientos de matemáticas en trabajos de ingeniería.
De su actividad como pintor decía Palomino que: «en pequeño pintaba cosas de muy buen gusto: como son laminitas para joyas, y retratos pequeños, en que gastaba ratos ociosos. Demás de esto hacía muy buenos versos castellanos, y cantaba a la vihuela muy bien punteada, con singular gusto». Otro testimonio de su actividad se encuentra en su primer testamento, fechado en mayo de 1646, «estando con salud y en mi juiçio», del que se deduce que era también pintor de paisajes y de motivos religiosos, además de traer noticia de una práctica mal conocida: el alquiler de pinturas para adornar un salón nobiliario, el de Agustín de Spinola, a cuya fin tenía alquilados a su criado Benito Ferrino, cuatro retratos de cuerpo entero de los reyes de España y seis lienzos de devoción.
Testó por segunda vez el 11 de septiembre de 1661, poco antes de morir, diciéndose presbítero y capellán del convento de las madres carmelitas descalzas de Santa Ana de Madrid. Nombró albacea a su hermano Francisco Camilo que se encargó de la tasación y almoneda de sus bienes, entre los que se contaban diversos lienzos de asunto religioso, alguno inacabado, nueve retratos pequeños de reyes y emperadores y «una liebre pintada».